# 코니 러셀

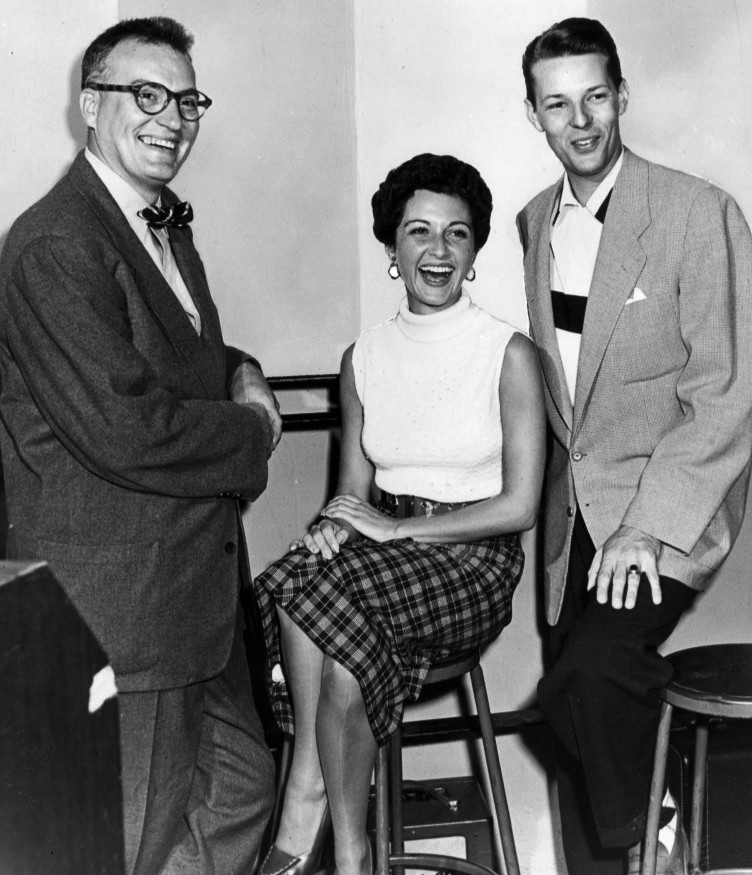

코니 러셀(Connie Russell, 1923년 5월 9일 ~ 1990년 12월 18일)은 미국의 배우, 영화배우이다.
뉴욕에서 태어났으며 로스앤젤레스에서 사망하였다.

## 영화
- 쉽 아호이 (1942년)
- 언홀리 파트너스 (1941년) - 싱어 역
- 레이디 비 굿 (1941년)